# Þórðr Sjáreksson
Þórðr Sjáreksson ( Thordhur, nórdico antiguo: Þórðr Særeksson) fue un escaldo de Islandia del siglo XI que compuso un drápa sobre Þórólfr Skólmsson, cuatro estrofas de la cual se conservan en las sagas reales. También compuso un drápa en memoria de Olaf II el Santo, llamado Róðadrápa (Drápa de la Cruz), que solo se conserva una estrofa. Algunas estrofas sueltas de Þórðr sobre diferentes temas se encuentran en Skáldskaparmál. Skáldatal menciona a Þórðr entre los poetas de la corte noble de Óláfr Haraldsson y el jarl de Lade Eiríkr Hákonarson.
En Óláfs saga Tryggvasonar en mesta cita un breve relato sobre el escaldo. Durante el reinado de Olaf II viajó a Tierra Santa con la intención de visitar Jerusalén. A medio trayecto se encuentra a un misterioso personaje con quien mantiene conversación en su propia lengua y le recomienda que regrese por su mismo camino ya que la ruta por delante es insegura. El mismo personaje le pregunta si conoce a Hjalti Skeggiason y Þórðr le dice que tienen relación familiar por un matrimonio, entonces le pide al escaldo que lleve un mensaje a Hjalti con sus saludos; el mensaje es una historia por la cual Hjalti sabrá de quien se trata. Así lo hace y cuando le menciona la experiencia a Hjalti, este le confirma que debe ser el rey Olaf Tryggvason, todavía vagando en la tierra tras su derrota en la batalla de Svolder.